# Hans Hilsdorf
Hans Hilsdorf (* 16. März 1930 in Mainz; † 17. November 1999 in Berlin) war ein deutscher Dirigent, Chorleiter und Komponist. Von 1973 bis zu seinem Tod war er Direktor der 1791 gegründeten Sing-Akademie zu Berlin. Er hatte eine Professur an der Hochschule der Künste, Berlin (HdK), der heutigen Universität der Künste, Berlin (UdK) inne und war Studienleiter an der Deutschen Oper Berlin.

## Biografie
An der Deutschen Oper Berlin hat er das Standardrepertoire von Monteverdi bis Verdi dirigiert, aber auch jene herausragenden Aufführungen von Alban Bergs Wozzeck und Lulu, Arnold Schönbergs Moses und Aron oder Strawinskis Petruschka-Ballett.
Gastdirigate führten ihn zu den Berliner Philharmonikern, dem Radio-Symphonie-Orchester Berlin (DSO), den Wiener Philharmonikern, der Staatskapelle Dresden, zu den großen Pariser Orchestern und in die USA sowie an viele Opernhäuser in Deutschland und im Ausland. So dirigierte Hans Hilsdorf 1994 auf Einladung des Teatro La Fenice in Venedig Richard Wagners Tristan und Isolde, im März desselben Jahres ein Wagner-Konzert beim Bayerischen Rundfunk.
Weiterhin war Hilsdorf als Konzertpianist und Liedbegleiter tätig. Liederabende und Rundfunkaufnahmen mit vielen namhaften Sängern zählen dazu – unter anderen die Deutsche-Grammophon-CD Beethoven Edition.
36 Jahre lang war Hilsdorf künstlerischer Leiter des Akademischen Orchesters Berlin und führte dieses Laienorchester durch seine fundierte musikpädagogische Kompetenz in Bereiche, die sonst eher von professionellen Orchestern besetzt werden.
Schließlich präsentierte sich Hans Hilsdorf nach alter Sing-Akademie-Tradition als Komponist unter anderem mit seiner Zelter-Kantate, die auch als Werk der Geschichte der Sing-Akademie huldigt. Er offerierte Morgenstern-Vertonungen (Der Hecht, Der Mond) und schrieb zum Jubiläums-Konzert 1991 (200 Jahre Sing-Akademie zu Berlin) eine Motette.
Carl Heinrich Grauns Kantate Der Tod Jesu wurde von ihm umfangreich bearbeitet und so mit der Sing-Akademie am Gründonnerstag 1999 im Dom zu Berlin dem Publikum vorgestellt.
Im Jahre 1998 beging Hilsdorf sein 25-jähriges Jubiläum als Direktor der Sing-Akademie.

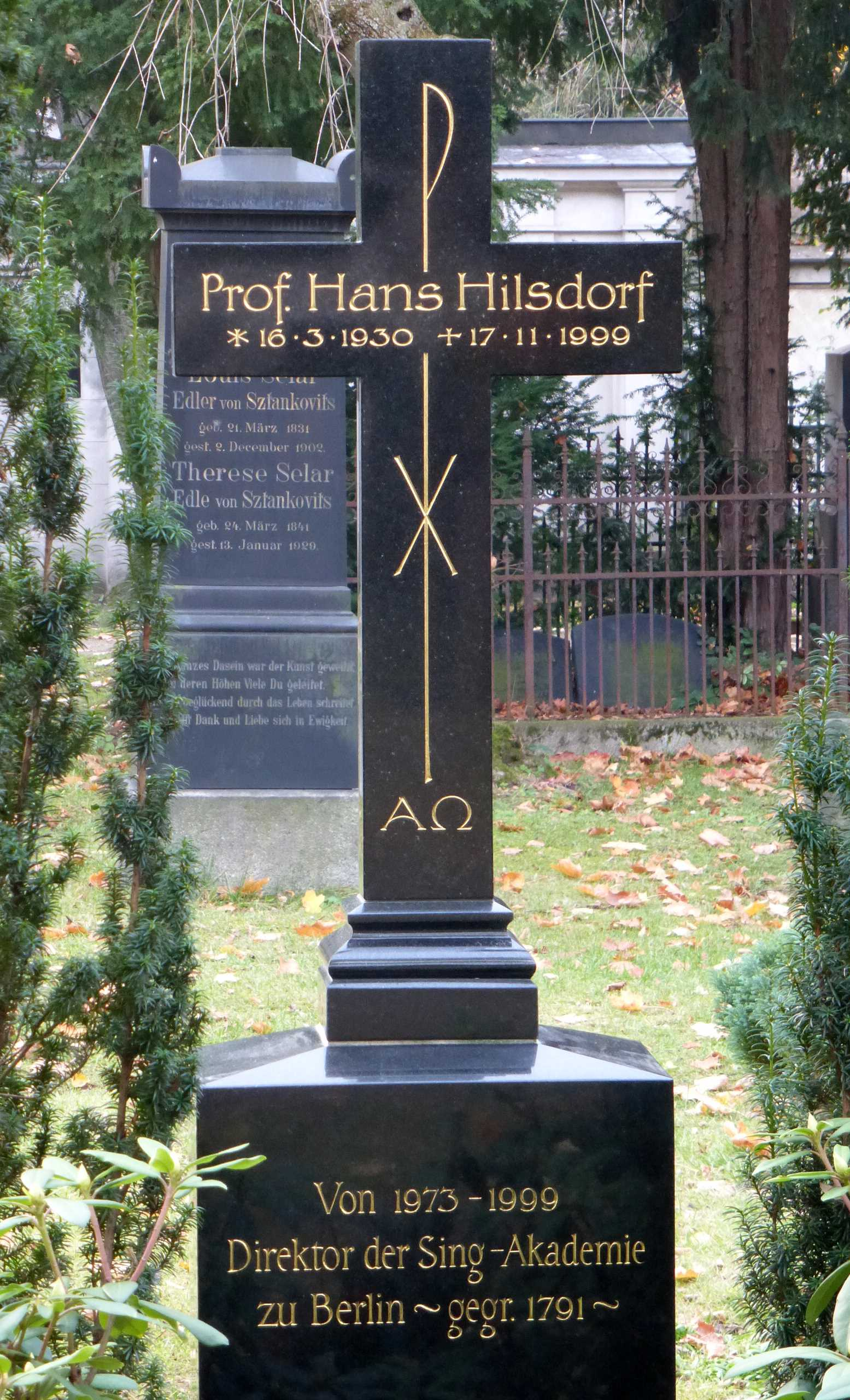
Grabkreuz von Hans Hilsdorf

1983 wurde Hilsdorf mit dem Bundesverdienstkreuz am Bande der Bundesrepublik Deutschland ausgezeichnet und 1989 für seine Verdienste um die Förderung der Beziehungen zwischen Finnland und Deutschland – insbesondere für seinen Einsatz als Lehrer der Solistenausbildung bei den Savonlinna Festspielen seit 1975 – mit dem Komturkreuz des Ordens des Löwen von Finnland.
Hans Hilsdorf starb 1999 im Alter von 69 Jahren in Berlin. Sein Grab befindet sich auf dem Dreifaltigkeitsfriedhof I in Berlin-Kreuzberg. Als Grabstein dient ein gesockeltes Kreuz aus schwarzem Granit.

## Werke/Literatur (Auswahl)
- Die Tanzflöte, 65 Tanzweisen und Volkstänze, Verlag Schott Music, 44 S.
- Unsere Weihnachtslieder – für zwei C-Blockflöten oder andere Melodie-Instrumente, Verlag Schott, 1951, 31. S.
- Unsere Weihnachtslieder für ein oder zwei Sopran-Blockflöten oder andere Melodie-Instrumente, Schott, 1951
- Dreikönigs-Marsch
- Pastorale
- Zelter-Kantate
- Der Hecht, Der Mond (Texte: Morgenstern)
- Motette (200 Jahre Sing-Akademie)

## Diskographie (Auswahl)
- Deutsche Grammophon, Beethoven Edition, Lieder (Vol. 16), CD 1997
- Carl Heinrich Graun: Montezuma (Aufnahme aus dem Markgräflichen Opernhaus Bayreuth), Deutsche Oper Berlin, 1982, DVD: Arthaus Musik 2012 klassic.com